# Aenictus maroccanus
Aenictus maroccanus är en myrart som beskrevs av Santschi 1926. Aenictus maroccanus ingår i släktet Aenictus och familjen myror. Inga underarter finns listade i Catalogue of Life.